# Xiphocentron serestus
Xiphocentron serestus is een schietmot uit de familie Xiphocentronidae. De soort komt voor in het Neotropisch gebied.